# Южнобутовская станция аэрации
Южнобутовская станция аэрации (Очистные сооружения «Южное Бутово») — действующее очистительное сооружение Московской канализации. Расположено на юге Москвы в районе Южное Бутово, 7 км от МКАД, на границе с поселением Воскресенское Новомосковского административного округа Москвы.

## История
Станция очистки сточных вод Южное Бутово с проектной производительностью 80 000 куб.м. в сутки построены по концессионной модели «ВООТ» («строить — владеть —эксплуатировать — передавать в эксплуатацию городу»), была построена в соответствии с Генеральной схемой развития канализации до 2010 года. Концепция, предусматривает частичную децентрализацию очистных сооружений г. Москвы и переход к строительству станций малой производительности на присоединённых территориях за пределами МКАД. Децентрализация призвана разгрузить перегруженную систему канализации Москвы, уменьшить затраты на транспортировку сточных вод и повысить качество очищенных сточных вод. 
Очистные сооружения «Южное Бутово» предназначены для очистки хозяйственно-бытовых сточных вод, поступающих от микрорайонов многоэтажной и коттеджной застройки Южное Бутово, а также прилегающих районов г. Москвы, с активно ведущимся жилищным строительством. 
В настоящее время в связи с окончанием срока Инвестиционного договора (между МГУП «Мосводоканал» и фирмой «СВХ Хелтер», заключенного в 2000 г.) с 01.11.2012 г. очистные сооружения переданы в хозяйственное ведение Мосводоканала в качестве цеха комплексной очистки воды Курьяновских очистных сооружений. 